# Leonid Krupnik
Pour les articles homonymes, voir Krupnik (homonymie).
Leonid Krupnik, dit Leo Krupnik (en ukrainien : Леонід Крупнік, et en hébreu : ליאוניד קרופניק), est un joueur américano-israélien de soccer, né le 15 juillet 1979 à Khmelnytsky (en URSS, dans l'actuelle Ukraine).

## Biographie

### Jeunesse et études scolaires
Leonid Krupnik est natif de Khmelnytsky. Dans les années 1990, lui et sa famille immigrent aux États-Unis, à San Francisco en Californie. il fait ses débuts dans la gymnastique à l'âge de six ans, mais s'est peu à peu intéressé au soccer avec des amis. Puis, entre 1995 et 1997, il évolue dans l'équipe junior des Vikings de San Francisco.
Il est diplômé de George Washington High School en 1997, puis il étudie à l'université de Californie à Berkeley. Il a également évolué au sein de l'équipe de soccer de l'université de 1998 à 2001.

### Carrière de joueur
Après son cursus universitaire, Leo Krupnik est repêché à la 68e place par les MetroStars. Finalement, il fait ses débuts au Menace de Des Moines en Premier Development League. Au cours de la saison 2002, il signe un contrat avec les MetroStars, puis rejoint gratuitement les Hammerheads de Wilmington. Après avoir remporté la USL Pro Soccer League en 2003, il rejoint le Battery de Charleston.
Pendant son séjour en Israël lors des Maccabiades de 2005, il a attiré l'attention d'un recruteur du Maccabi Netanya. L'entraîneur Reuven Atar lui a demandé s'il pouvait rejoindre le Maccabi Netanya, mais il avait déjà un contrat aux États-Unis. C'est sa sœur, Svetlana, qui est restée en contact avec Reuven Atar et après la fin de son contrat, il rejoint le Maccabi Netanya.
Au cours de la saison 2005-06, il a eu un différend contractuel avec la direction du club. Après la fin de la saison, l'entraîneur, Reuven Atar, qui a amené Krupnik au club, a été renvoyé. Il devait retourner aux États-Unis. Le 20 juillet 2006, il rejoint le Maccabi Herzliya, où il rejoint son ancien entraîneur, Reuven Atar. Mais, il quitte le club lors de la pause hivernale après qu'il ne trouve pas un nouveau accord. Après avoir quitté le Maccabi Herzliya, il rejoint le Bnei Sakhnin pour la deuxième moitié de la saison 2006-07 et aide le club à obtenir une promotion en première division israélienne. La saison suivante, le club nouvellement promu termine à la quatrième place.
Le 17 juin 2008, il signe un contrat de trois ans avec le Maccabi Haïfa, pour un montant estimé à 360 mille de dollars. Lors de la saison 2008-09, il remporte son premier championnat d'Israël. À la fin de la saison, il signe aux Red Bulls de New York, évoluant en Major League Soccer. Il fait ses débuts en MLS lors d'une défaite 4-0 face aux Rapids du Colorado le 25 juillet 2009 et dispute seulement trois rencontres avant de retourner en Israël en novembre, quand il rejoint le Maccabi Netanya.
Il évolue ensuite dans quatre clubs différents de deuxième et troisième division avant de terminer sa carrière au Sekzia Ness Ziona en 2015.

## Palmarès
- Avec les  Hammerheads de Wilmington
  - Vainqueur de l'USL Pro Soccer League en 2003

- Avec le  Maccabi Haïfa
  - Champion d'Israël en 2009